# Godfrey Anderson Rockefeller
Godfrey Anderson Rockefeller, Sr. (Nueva York, 22 de mayo de 1924 - Delray Beach, 22 de enero de 2010) fue un aviador estadounidense. Es conocido por sus intereses ambientales y su papel en el Fondo Mundial para la Naturaleza .

## Primeros años de vida
Hijo de Godfrey Stillman Rockefeller (1899-1983) y Helen Gratz. Asistió a la Academia Phillips de Andover  y a la Universidad de Yale, al mismo tiempo que el amigo de la familia George HW Bush . 
Se unió al Cuerpo de Marines de los Estados Unidos y sirvió en la Segunda Guerra Mundial y en la Guerra de Corea. 
Pasó 25 años trabajando para Bell Helicopters como piloto jefe. Peter Wright, Sr. recordó que una vez aterrizó un Bell 47 (9,8m) en una cancha de tenis de 12m "porque no quería arruinar el césped!"  Fue presidente de la Helicopter Association of America (1968) , hoy conocida como Helicopter Association International, y perteneció a la American Helicopter Society (1952). 
"Jugó un papel importante en la fundación y creación" del Fondo Mundial para la Naturaleza, que incluyó "la contratación del primer personal y científico jefe", y fue su director ejecutivo de 1972 a 1978. Fue miembro de la junta directiva y del Consejo Nacional del WWF (1977-2006). 
Fue presidente de la Fundación de la Bahía de Chesapeake (1981 - 1990). Tenía una casa en la isla Gibson, en Maryland, y estaba interesado en la preservación de la deteriorada bahía de Chesapeake . Tras su muerte el 22 de enero de 2010, en el St. Andrew's Club de Delray Beach, Florida, la comunidad de Gibson Island lo honró izando su bandera a media asta .

## Vida personal
Tras un primer matrimonio con Constance Hamilton Wallace, estuvo casado con Margaret "Margo" Kuhn Rockefeller durante cincuenta y tres años; ella murió en 2009.  Le sobreviven cuatro hijos y varios nietos.